# Lamont (Florida)
Lamont es un lugar designado por el censo ubicado en el condado de Jefferson en el estado estadounidense de Florida. En el Censo de 2010 tenía una población de 178 habitantes y una densidad poblacional de 29,27 personas por km².

## Geografía
Lamont se encuentra ubicado en las coordenadas 30°22′47″N 83°48′48″O / 30.37972, -83.81333. Según la Oficina del Censo de los Estados Unidos, Lamont tiene una superficie total de 6.08 km², de la cual 6.08 km² corresponden a tierra firme y (0%) 0 km² es agua.

## Demografía
Según el censo de 2010, había 178 personas residiendo en Lamont. La densidad de población era de 29,27 hab./km². De los 178 habitantes, Lamont estaba compuesto por el 37.64% blancos, el 58.43% eran afroamericanos, el 0% eran amerindios, el 1.69% eran asiáticos, el 0% eran isleños del Pacífico, el 0% eran de otras razas y el 2.25% pertenecían a dos o más razas. Del total de la población el 1.69% eran hispanos o latinos de cualquier raza.